# Yssac-la-Tourette
Yssac-la-Tourette is een gemeente in het Franse departement Puy-de-Dôme (regio Auvergne-Rhône-Alpes) en telt 318 inwoners (1999). De plaats maakt deel uit van het arrondissement Riom.

## Geografie
De oppervlakte van Yssac-la-Tourette bedraagt 2,1 km², de bevolkingsdichtheid is 151,4 inwoners per km².
De onderstaande kaart toont de ligging van Yssac-la-Tourette met de belangrijkste infrastructuur en aangrenzende gemeenten.

## Demografie
Onderstaande figuur toont het verloop van het inwonertal (bron: INSEE-tellingen).